# 林藤之輔
林 藤之輔（はやし とうのすけ、1923年12月14日 - 1987年8月6日）は、日本の弁護士。最高裁判所判事。大阪府出身。

## 概要
1923年（大正12年）に大阪・天満にある酒造家の生まれ。戦時中の1944年（昭和19年）に学徒出陣で海軍に応召され、終戦時は主計少尉。復員後、1946年（昭和21年）に高等試験司法科に合格し、1947年（昭和22年）に東京大学法学部を卒業。新司法制度の中で発足した司法修習生の第1期生となる。2年間の司法修習の後、色川幸太郎に従って大阪弁護士会に弁護士登録をし、色川事務所に所属した。
数々の労働事件や民事紛争を手がける。大阪駅前の土地明け渡し訴訟も依頼され、地主側の代理人を務めたが、あくまで相手を説得する姿勢を取り続けて解決した。仕事のかたわら大阪青年会議所にも入会し交友を広め、企業経営の厳しさを感じ取るなど実社会の動きにも目を向けた。大阪青年会議所理事に選ばれたほか、大阪弁護士会副会長、日弁連常務理事、コンピューター研究特別委員会副委員長などを務め、弁護士会内部でも新しい問題に対応するなど積極的に活動した。また、日本労働学界の会員として研究会に出席したり、大阪市人事委員を務めるなど勉強家でもあり、活動家でもある。
1986年（昭和61年）6月13日に最高裁判所裁判官に就任。就任後の記者会見で、最高裁の違憲審査権のあり方について「全体のなかでのバランスが大切」と述べた。就任から24日目の同年7月6日に最高裁判所裁判官国民審査を迎えたのは歴代最短記録である。
在任わずか1年余りで病気になり死去した。